# Urnatella gracilis
Urnatella gracilis, jedina vrsta u rodu Urnatella, i jedini stapkočašac koji nije morski organizam, premda može preživjeti u bočatoj vodi.
Prvi puta opisan je 1851. godine na primjerku iz rijeke Schuylkill blizu Philadelphije u Pennsylvaniji. Postojbina mu je istočna Sjeverna Amerika, a danas je ova vrsta po izvještajima prisutna i u Kaliforniji, Oregonu, Japanu, Francuskoj, Njemačkoj, Crnom moru, Azovskom moru i Brazilu.
Raste na kamenju, algama i školjkama.